# Alfi Nipič
Alfonz Alfi Nipič, slovenski pevec zabavne in narodnozabavne glasbe, * 17. september 1944, Maribor.

## Življenjepis
Nipič se je za glasbo pričel zanimati že v času, ko je bil osnovnošolec. Poleg petja se je tudi učil igranja na kitaro. Sprva je nastopal na različnih vrstah proslav. Svoj prvi poklicni glasbeni nastop je izvedel 5. decembra leta 1962 v Kopru. Po končani tekstilni srednji šoli se je zaposlil v mariborski tekstilni tovarni (MTT). Kasneje je omenjeno delo opustil in se pričel resneje poklicno ukvarjati izključno z glasbo, nastopal je med drugim v različnih kavarnah in hotelih v Mariboru. 
Alfi se je sprva ukvarjal s popularno zabavno glasbo in postal širši javnosti znan s skladbo »Silvestrski poljub« iz leta 1971, ki je postala zimzelena pesem, tradicionalna za decembrski čas. Po njej je dobil tudi nadimek »gospod Silvester«. Kasneje se je odločil za izvajanje predvsem narodnozabavne glasbe in postal pevec Ansambla bratov Avsenik, s katerim je nastopal 19 let. Pel je tudi z Neco Falk. Leta 2009 je z Domnom Kumrom zamenjal glasbeni stil. 
24. decembra 2014 je Nipič s strani predsednika republike Boruta Pahorja na posebni slovesnosti bil odlikovan z državnim odlikovanjem red za zasluge ob petdesetletnici neprekinjenega uspešnega glasbenega delovanja in za zasluge pri utrjevanju slovenske glasbene tradicije med slovenskimi rojaki v zamejstvu in zdomstvu. Leta 2022 je postal častni občan Maribora.
Živi v Jarenini.

## Diskografija

### Albumi

#### Mladi kot smo nocoj (1990)[4]
1. Mladi kot smo nocoj
2. Nocoj nalij
3. Zakaj ljubezen mine
4. Špilaj, stari
5. Sva si pa vendar ne
6. Prijatelju
7. Hej, dekle
8. Pidžama bar
9. Jesenska balada
10. Slovo

#### Ostal bom muzikant (1991)[5]
1. Ostal bom muzikant
2. Moja sanjarjenja
3. Tu bom vedno doma
4. Za nas je sveto
5. Zakaj ljubezen mine
6. Oče, voščimo ti
7. Oj, mi pa plešemo
8. Ja, ja moj kuža
9. Full špon
10. Mladi kot smo nocoj

#### Ostal bom muzikant (1992)[6]
1. Ostal bom muzikant
2. Mladi kot smo nocoj
3. Sva si pa vendar ne
4. Oj, mi pa plešemo
5. Moja sanjarjenja
6. Full špon
7. Tu bom vedno doma
8. Za nas je sveto
9. Nocoj nalij
10. Hej, dekle
11. Prijatelju
12. Oče, voščimo ti
13. Ja, ja, moj kuža
14. Jesenska balada
15. Pidžama bar
16. Slovo
17. Zakaj ljubezen mine

#### Praznujmo skupaj (1993)[7]
1. Praznujmo skupaj
2. Zaigrajte muzikanti
3. Svatje, nocoj bo luštno
4. Zaplešiva med spomine
5. To nežno cvetje
6. Heja, Heja
7. Rad bi prebujal zmeraj se s teboj
8. Petdeset let
9. Najbolj me boli
10. Adijo
11. Ljubo doma, kdor ga ima
12. Zakaj pa ne

#### Tehno Alfi (1994)[8]
1. Ostal bom muzikant
2. Heja, Heja
3. Tehno jodl
4. Praznujmo skupaj
5. Oj, mi pa plešemo
6. Hej, dekle
7. Pidžama bar
8. Zaplešiva med spomine
9. Full špon
10. Adijo

#### Silvestrski poljub (1994)[9]
1. Silvestrski poljub
2. V avtu pred menoj
3. Hvalnica za srečo
4. Mesto moje mladosti
5. Ko toti Štajerc v dravo pade
6. Fantovsko slovo
7. Deček z orglicami
8. Poljane, dom prelepih dni
9. Zamtene noči
10. Ko pride zima
11. Boby Espresso
12. Črnolasa
13. Srečno Pot - Au Revoir
14. Zakaj ljubezen mine

#### Muzika, muzika (1996)[10]
1. Muzika muzika
2. Nazdravimo za slavljenko
3. Najlepše je doma
4. Hej prijatelji
5. Moja sanjarjenja - instr.
6. Slovenci
7. Molil zate bom
8. Jarenina
9. Za praznike domov
10. Špilaj stari
11. Ne pozabi me
12. Muzika, muzika, pih. god.
13. Vse poti sveta
14. Horuk in hura - tehno
15. Obžalujem
16. Muzika, muzika - tehno
17. Slovenija
18. Zakaj pa ne

#### Hvalnica za srečo (1997)[11]
1. Hvalnica za srečo
2. Štajerska pesem
3. Naj bo
4. Pojdi dekle
5. Fant z orglicami
6. Srečno pot
7. Oj le počasi
8. Moja želja
9. Katarina
10. Vabim te na ples
11. Še vedno
12. Čakam dan
13. Boby expresso
14. Ko pade mrak
15. Ta vražji telefon
16. Gor z biciklom
17. Verjemi mi
18. Kvišku roke, Joe
19. Oprosti mi
20. Skrivnostno dekle

#### Walter Ostanek, Alfi Nipič, Frank Yankovic (1997)[12]
1. Rad bi prebujal se s teboj
2. My favorite polka
3. Bye, bye, my baby
4. Nazdravimo za slavljenko
5. Smiling eyes
6. Isabella
7. Julie's polka
8. Slovenci
9. Because
10. Molil zate bom
11. Dreaming waltz
12. Broken heart
13. Za praznike domov
14. It thrills me so
15. Lalli's polka
16. Za nas je sveto

#### Silvestrski poljub (1997)[13]
1. Silvestrski poljub
2. Vabim te, ljubim te
3. Vso srečo
4. Naj ti zapojem nocoj
5. Zaplešiva med zpomine
6. Vračam se domov
7. Kot da smo v povesti
8. Poljane, dom prelepih dni
9. Ko pride zima
10. Anžovi
11. Mali mož
12. Stara domačija
13. Žametne noči
14. Rad bi ti dejal
15. V mvtu pred menoj
16. Še vedno
17. Mesto moje mladosti
18. Le doma se mi srce zasmeje
19. Obžalujem
20. Črnolaska
21. Sva si pa vendar ne
22. Deček z orglicami
23. Vse poti sveta

#### Vse moje misli (2004)[14]
1. Vse moje misli
2. Samo enkrat as živi
3. V tihem mirnem gozdu
4. Gremo po nevesto
5. Mladi kot smo nocoj
6. Ostal bom muzikant
7. Moja sanjarjenja
8. Vsi nazaj v planinski raj
9. Za pranzike domov
10. Lepo je biti muzikant
11. Slovenija, od kod lepote tvoje
12. Zakaj pa ne
13. Najbolj me boli
14. Slovenci
15. Samo še en vrček
16. Srečno in nasvidenje

#### Največji narodnozabavni uspehi, Vol. 1 (2005)[15]
1. Moja sanjarjenja
2. Mladi kot smo nocoj
3. Ostal bom muzikant
4. To nežno cvetje
5. Petdeset let
6. Ljubo doma, kdor ga ima
7. Praznujmo skupaj
8. Heja, Heja
9. Oče, voščimo ti
10. Oj, mi pa plešemo
11. Tu bom vedno doma
12. Svatje, nocoj bo luštno
13. Zaigrajte muzikanti
14. Pidžama bar
15. Hej, dekle
16. Špilaj, stari
17. Zakaj ljubezen mine
18. Za nas je sveto
19. Rad bi prebujal zmeraj se s teboj
20. Ja, ja, moj kuža

#### Največji narodnozabavni uspehi, Vol. 2 (2008)[16]
1. Za praznike domov
2. Najlepše je doma
3. Molil zate vom
4. Slovenci
5. Ne pozabi me
6. Hej, prijatelji
7. Nazdravimo za slavljenko
8. Gremo po nevesto
9. Vem, da tiho spiš
10. Jarenina
11. Najbolj me boli
12. Vedno za vedno
13. Zakaj pa ne
14. Vse najlepše
15. Muzika muzika
16. Johan natoči
17. Valček uspešnic
18. Špilaj, stari
19. Polka uspešnic
20. Ostal bom muzikant
21. Hej, nazdravje
22. Silvestrski poljub - Alfi in Lojze Slak

### Uspešnice
- Silvestrski poljub (največja uspešnica)
- Štajerska se veseli
- Kako sva si različna (duet z Neco Falk)
- Vem, da tiho spiš
- Bog te živi
- Valček s teboj
- Ostal bom muzikant
- To nežno cvetje
- Moja sanjarjenja
- Mladi kot smo nocoj
- Rad bi prebujal zmeraj se s teboj
- Moj mali mož
- Hula Hula
- Moj kuža
- Vračam se domov
- 50 let
- Ljubo doma, kdor ga ima
- Nocoj sem sanjal o tebi
- Hej dekle
- Zakaj ljubezen mine
- Heja heja
- Poljane, dom prelepih dni
- Oj, mi pa plešemo
- V avtu pred menoj (duet z Tatjano Dremelj)
- Molil zate vedno bom
- Tu bom vedno doma
- Kri ni voda
- Žametne noči

## Nastopi na glasbenih festivalih

### Melodije morja in sonca
- 1979: Bela jadrnica